# 티센가

티센가의 문장

티센가(Thyssen family)는 주목할 만한 구성원들이 있다. 이들은 모두 프리드리히 티센 출신으로, 철강 공장, 엘리베이터 및 에스컬레이터, 산업 대기업, 은행, 그리고 예술 컬렉션인 티센 AG, 티센크루프, 티센크루프 마린 시스템즈를 설립했다. 독일 출신의 가족 구성원들은 여러 나라에 거주하고 있다.